# Affaire Fenayrou

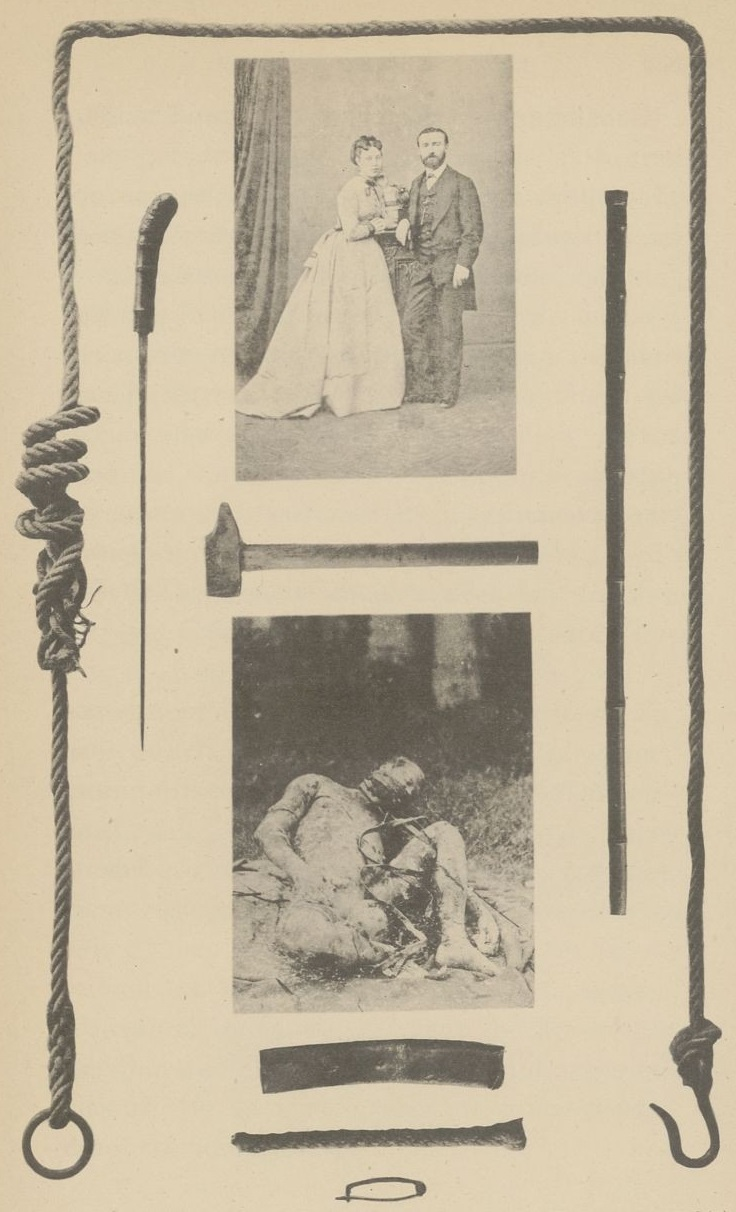
Les accessoires et armes du crime encadrant les photographies du couple Fenayrou et de leur victime (Gustave Macé, Mon Musée criminel, Paris, 1890, pl. 27).

L'affaire Fenayrou, aussi connue sous le nom de crime du Pecq est une affaire criminelle qui a eu lieu en 1882 et a abouti à l'arrestation par la police de Marin et Gabrielle Fenayrou, ainsi que de Lucien Fenayrou, le frère de Marin. Elle concerne l’assassinat de Louis Aubert.

## Déroulement

### Le crime
Le 29 mai 1882, trois hommes découvrent sur l’île Corbière le cadavre d’un homme nu, ligoté avec un tuyau de plomb, de type conduite de gaz. Selon la presse de l'époque, « ce tuyau entourait quatre fois le cou de la victime, descendait sous le pli du genou gauche, remontait autour du cou et redescendait encore sous la jambe droite, afin de ramener les genoux sur la poitrine. Il était bâillonné avec une serviette marquée M.G. qui était fixée avec deux épingles anglaises. »
 
Après avoir frappé la victime avec un marteau, Marin l'a achevée de plusieurs coups de canne-épée.

### Les raisons de l'homicide
Marin Fenayrou, mari jaloux de Gabrielle Fenayrou, a voulu assassiner par jalousie son ancien employé Louis Aubert car il avait entretenu une relation amoureuse avec sa femme. Il menace celle-ci de mort si elle ne les aide pas, lui et son frère Lucien, à tuer Louis. Gabrielle entraîne Louis dans un guet-apens dans une maison de Chatou. À peine celui-ci franchit-il la porte que Marin Fenayrou se jette sur lui et lui assène un violent coup de marteau, avant de l'achever à la canne-épée. Lucien faisait sûrement le guet dehors. Le trio se débarrasse ensuite du cadavre dans la Seine.

### Procès et sentence
Le procès dure du 9 au 12 août 1882. Marin Fenayrou est condamné à mort, son épouse ayant bénéficié des circonstances atténuantes est condamnée aux travaux forcés et Lucien à 7 ans de prison. Après un pourvoi en cassation, les époux Fenayrou sont finalement condamnés tous deux aux travaux forcés et le frère Lucien acquitté.

## Filmographie
- « Le secret des Fenayrou », téléfilm réalisé par Claude Barma et diffusé le 21 octobre 1956 dans le cadre de la série En votre âme et conscience sur RTF Télévision.
- Le crime ne paie pas, film à sketches français réalisé par Gérard Oury et sorti en 1962.